# Emer Kenny
Pour les articles homonymes, voir Kenny.
 (septembre 2022).
La mise en forme du texte ne suit pas les recommandations de Wikipédia : il faut le « wikifier ».
Les points d'amélioration suivants sont les cas les plus fréquents. Le détail des points à revoir est peut-être précisé sur la page de discussion.
- Les titres sont pré-formatés par le logiciel. Ils ne sont ni en capitales, ni en gras.
- Le texte ne doit pas être écrit en capitales (les noms de famille non plus), ni en gras, ni en italique, ni en « petit »…
- Le gras n'est utilisé que pour surligner le titre de l'article dans l'introduction, une seule fois.
- L'italique est rarement utilisé : mots en langue étrangère, titres d'œuvres, noms de bateaux, etc.
- Les citations ne sont pas en italique mais en corps de texte normal. Elles sont entourées par des guillemets français : « et ».
- Les listes à puces sont à éviter, des paragraphes rédigés étant largement préférés. Les tableaux sont à réserver à la présentation de données structurées (résultats, etc.).
- Les appels de note de bas de page (petits chiffres en exposant, introduits par l'outil «  Source ») sont à placer entre la fin de phrase et le point final[comme ça].
- Les liens internes (vers d'autres articles de Wikipédia) sont à choisir avec parcimonie. Créez des liens vers des articles approfondissant le sujet. Les termes génériques sans rapport avec le sujet sont à éviter, ainsi que les répétitions de liens vers un même terme.
- Les liens externes sont à placer uniquement dans une section « Liens externes », à la fin de l'article. Ces liens sont à choisir avec parcimonie suivant les règles définies. Si un lien sert de source à l'article, son insertion dans le texte est à faire par les notes de bas de page.
- La présentation des références doit suivre les conventions bibliographiques. Il est recommandé d'utiliser les modèles {{Ouvrage}}, {{Chapitre}}, {{Article}}, {{Lien web}} et/ou {{Bibliographie}}. Le mode d'édition visuel peut mettre en forme automatiquement les références.
- Insérer une infobox (cadre d'informations à droite) n'est pas obligatoire pour parachever la mise en page.

Pour une aide détaillée, merci de consulter Aide:Wikification.
Si vous pensez que ces points ont été résolus, vous pouvez retirer ce bandeau et améliorer la mise en forme d'un autre article.
Emer Gwynne Morganna Kenny, née le 10 octobre 1989 dans le Borough londonien de Haringey, est une actrice et scénariste britannique.

## Biographie
Emer Kenny naît dans le London Borough of Haringey Elle est d'origine irlandaise et galloise.
Emer Kenny fait ses débuts professionnels en 2007 dans le drame télévisé Coming Down the Mountain, diffusé par la BBC. En 2009, elle fait ses débuts au cinéma en incarnant le personnage de Rebecca dans le film Lesbian Vampire Killers de Phil Claydon. Elle joue également le rôle de Kate dans une production d'improvisation de la BBC appelée Freefall écrite et réalisée par Dominic Savage, qui est diffusée en 2009. En janvier 2010, Elle débute dans le rôle de Zsa Zsa Carter dans le spin-off d’EastEnders EastEnders: E20, rôle qu'elle occupe également dans EastEnders. Elle est choisie pour le rôle de Zsa Zsa après avoir écrit le deuxième épisode d’EastEnders : E20 . Une deuxième saison d’EastEnders: E20 est annoncée en avril 2010, avec son retour en tant que scénariste, bien qu'il soit annoncé le mois suivant que Zsa Zsa serait retirée d'EastEnders afin qu'elle puisse se consacrer à d'autres rôles d'actrice. Elle fait sa dernière apparition dans ce rôle le 30 septembre 2010.
En 2010, Emer Kenny est choisie par Rolf Harris pour interpréter le rôle de Titania dans le le Songe d'une nuit d'été de Shakespeare pour une édition de BBC TV's Arena ("Rolf Harris Paints His Dream").
Elle écrit un autre épisode d'EastEnders: E20 pour la troisième saison en 2011 et est sélectionnée comme la plus jeune scénariste de la BBC Writers Academy où elle s'est formée pour écrire pour des programmes tels que EastEnders, Casualty, Holby City et Doctors. Son premier épisode d'EastEnders en tant que scénariste est diffusé le 8 mai 2012.
Elle rejoint le casting de Beaver Falls de E4 pour sa deuxième saison et interprète le personnage de Hope. La deuxième saison commence à être diffusée début août 2012 et prend fin avec le dernier épisode de la série diffusé début septembre 2012. Par la suite, il est annoncé, le 22 septembre 2012, que la série dramatique n'aurait pas de saison supplémentaire
En 2011, elle joue le rôle de Danielle Reeves dans la comédie dramatique Pramface, diffusée par la BBC Three, aux côtés de sa partenaire de Beaver Falls, Scarlett Alice Johnson. Le pilote de Pramface est diffusé fin février 2012  et est bien accueilli, une deuxième saison est commandée par la BBC. L'actrice reprend son rôle pour la deuxième saison qui débute sa diffusion au début de l'année 2013 et est rediffusée une deuxième fois sur BBC One tout au long de l'été 2013 Elle reprend à nouveau son rôle pour une troisième saison qui commence à être diffusée fin février 2014.
Elle joue le rôle de Rachel aux côtés de Matthew Crosby, Ben Clark et Tom Parry dans la première saison de la sitcom Badults de BBC Three, diffusée à l'été 2013. Une deuxième saison est commandée mais Emer Kenn n'y figure pas.
En 2016, Emer Kenny travaille comme scénariste sur le feuilleton irlandais Red Rock pour quelques épisodes. En 2017, elle rejoint le casting de la série télévisée de la BBC Father Brown dans le rôle de Penelope "Bunty" Windermere, la nièce capricieuse de Lady Felicia.
En 2021, il est annoncé qu'Emer Kenny écrirait et partagerait la vedette dans le drame policier ITV Karen Pirie, adapté des romans de Val McDermid.

## Vie privée
Elle épouse le présentateur de télévision Rick Edwards en 2016.

## Filmographie
| An           | Titre                         | Rôle                        | Remarques                                      |
| ------------ | ----------------------------- | --------------------------- | ---------------------------------------------- |
| 2007         | Descendre la montagne         | Gaëlle                      |                                                |
| 2009         | Chute libre                   | Kate                        |                                                |
| 2009         | Tueurs de vampires lesbiennes | Rébecca                     | Film                                           |
| 2010         | EastEnders                    | Zsa Zsa Carter              | 56 épisodes                                    |
| 2010         | EastEnders: E20               | Zsa Zsa Carter              | Série 1, 12 épisodes <br /> Série 2, épisode 1 |
| 2011         | Éric et Ernie                 | Joan Bartlett               | Film télévisé                                  |
| 2012–2014    | Landau                        | Danielle Reeves             |                                                |
| 2012         | Chutes de castor              | Espoir                      | Série 2                                        |
| 2013         | Badults                       | Rachel                      | Série 1                                        |
| 2014         | Frères et sœurs               | Izzy                        | Série 1, épisode 4                             |
| 2017-présent | Père Brun                     | Pénélope "Bunty" Windermere | Le rôle principal                              |
| 2020         | La duchesse                   | Rachel                      | Série 1, épisode 3                             |
| 2022         | La malédiction                | Natasha                     |                                                |

| An        | Titre           | Épisode(s)                               |
| --------- | --------------- | ---------------------------------------- |
| 2010-2011 | EastEnders: E20 | 3 épisodes                               |
| 2012–2014 | EastEnders      |                                          |
| 2012      | Médecins        | "Une note plus légère" (10 octobre 2012) |
| 2012      | Ville de Holby  | "Après la fête" (27 novembre 2012)       |
| 2016      | Roche rouge     | Épisode 3.5                              |
| 2018      | Prostituées     | Épisode 2.4                              |
| 2020      | Sauve-moi       | Épisode 2.3                              |